# Smithsonian Contributions to Knowledge
Smithsonian Contributions to Knowledge (abreviado Smithsonian Contr. Knowl.) es una revista ilustrada con descripciones botánicas que fue editada por el Instituto Smithsoniano. Se publicaron 35 volúmenes en los años 1848-1916.